# Wolnzach
Wolnzach là một đô thị ở huyện Pfaffenhofen bang Bayern thuộc nước Đức

## Thành phố kết nghĩa
- Poperinge, Bỉ, 1965